# Boubín (Horažďovice)
Boubín (německy Boubin) je vesnice, část města Horažďovice v okrese Klatovy v Plzeňském kraji. Nachází se asi 2,5 kilometru jižně od Horažďovic. Boubín je také název katastrálního území o rozloze 2,35 km². V katastrálním území Boubín leží i blízký rybník Velký Šibeňák a vrchy Na Pasece (517 metrů) a Svitník (591 metrů).

## Historie
První písemná zmínka o vesnici pochází z roku 1375.

## Obyvatelstvo
| Rok            | 1869 | 1880 | 1890 | 1900 | 1910 | 1921 | 1930 | 1950 | 1961 | 1970 | 1980 | 1991 | 2001 | 2011 | 2021 |
| -------------- | ---- | ---- | ---- | ---- | ---- | ---- | ---- | ---- | ---- | ---- | ---- | ---- | ---- | ---- | ---- |
| Počet obyvatel | 165  | 168  | 165  | 173  | 177  | 192  | 187  | 172  | 179  | 155  | 146  | 136  | 101  | 105  | 105  |
| Počet domů     | 20   | 22   | 23   | 24   | 26   | 29   | 36   | 42   | 39   | 36   | 39   | 42   | 46   | 47   | 48   |

## Obecní správa
Při sčítání lidu v letech 1850–1879 Boubín byl osadou obce Hejná v okrese Strakonice. V letech 1880–1975 byl samostatnou obcí, se kterým patřil nejprve do okresu Strakonice, ale v roce 1950 v okrese Horažďovice a od roku 1960 v okrese Klatovy. Od 1. července 1975 do 31. prosince 1979 byl částí obce Veřechov v okrese Klatovy. Od 1. ledna 1980 je částí města Horažďovice v okrese Klatovy.

## Společnost
Ve vsi funguje místní knihovna, před níž má zastávku pojízdná prodejna. Na východě vsi se nacházejí budovy zemědělského podniku - Mlékárny Boubín. 

## Pamětihodnosti
- Na návsi stojí kaple s křížkem, jenž má dataci 1870.
- Nedaleko vsi se nachází bývalá strojní cihelna z roku 1936, která je památkově chráněná.
- Na severu vsi stojí dva křížky - u čp. 32 a nedaleko čp. 44.
- Severně od vsi se nachází odpočinkové místo a turistický rozcestník Pod Svitníkem s vyhlídkou na Horažďovice.
- Ještě dále na sever roste památný Rosenauerův dub.
- Vsí prochází červená naučná stezka, jež vede i k nedalekému hradu Prácheň s stejnojmenné přírodní rezervaci.